# CoreGrafx
De CoreGrafx is een door het Japanse NEC in 1989 ontwikkelde spelcomputer. Het is een aangepaste variant (niet de Europese versie) van de PC Engine uit 1987 en heeft een afwijkende kleurstelling, zwart in plaats van wit bij de originele PC Engine. De CoreGrafx kan net als de PC Engine rechtstreeks op de televisie worden aangesloten via de antenneaansluiting maar beschikt tevens over een composiet videouitgang met als voornaamste reden het verlagen van de fabricagekosten en dus een lagere en meer betaalbare verkoopprijs.
De CoreGrafx maakt gebruik van geheugenkaarten, HuCards, voor de distributie en opslag van computerspellen in plaats van de destijds meer gangbare cartridges. Het was de eerste spelcomputer die beschikte over een cd-rom-uitbreiding waardoor de weergave full motion video en geluid van cd-kwaliteit mogelijk werden.

## Randapparatuur

### cd-rom-uitbreidingen

#### cd-rom² System
- betreft versies 1.0 en 2.0
- weergave van audio-cd's, CD+G en cd-rom²-spellen (geldt alleen voor versie 2.0)
- composiet video- en audio-uitgangen
- l' kan de uitbreiding weggenomen worden om op draagbare wijze
- nieuw BIOS
- CD-Cache: 256 Kb
- Cd-gebruik: 64 Kb
- RAM voor opslag van spelgegevens

#### Super cd-rom² System
- betreft versie 3.0
- gelijk aan de mogelijkheden van versie 2.0 maar leest daarnaast ook de Super cd-rom²-cd's van de TurboDuo
- hogere leessnelheid van het cd-station
- CD-Cache: 256 Kb
- nieuw BIOS

#### Arcade cd-rom² System
- uitgebracht in twee varianten:
  - Arcade Card Duo: voor de TurboDuo-variant van de PC Engine en voor de spelcomputers die zijn uitgerust met het Super cd-rom²-systeem
  - Arcade Card Pro: voor alle NEC-spelcomputervarianten met de eerste versie van het cd-rom-station, voegt het BIOS van het Super cd-rom² System toe
- CD-Cache: uitgebreid van 256 Kb naar 2 MB

### Overig
- TurboTap, een speciale adapter

## Technische specificatie
Processor8-bit Hudson Soft HuC6280(A), een aangepaste 65C02 met een kloksnelheid van 3,58 of 7,16 MHz (softwarematig instelbaar). Beschikt over een geïntegreerde bankswitching hardware (deze stuurt een 21-bit externe adresbus aan van een 6502-compatibele 16-bit adresbus), een geïntegreerde I/O-poort, voor algemeen gebruik, een timer, blokoverdracht instructies en dedicated bewegingsinstructies voor het communiceren met de Hudson Soft HuC6270(A) VDC.
Grafische weergave
- Videokaart: een dubbele opstelling van de grafische processor. Eén 16-bit Hudson Soft HuC6260 Video Color Encoder (VCE) en één 16-bit Hudson Soft HuC6270(A) Video Display Controller (VDC). De Hudson Soft HuC6270(A) beschikt over een poortgebaseerde I/O die vergelijkbaar is met de TMS99xx VDP-familie.
- Resolutie:
  - X (horizontale) resolutie: variabel, maximaal 512 (programmeerbaar in stappen van 8 pixels)
  - Y (verticale) Resolution: variabel, maximaal 240 (programmeerbaar in stappen van 8 pixels)
  - de overgrote meerderheid van PC Engine-computerspellen gebruikt 256 × 224, hoewel enkele spellen een afwijkende (hogere) resolutie gebruiken.
- Kleur:
  - diepte: 9 bit
  - beschikbare kleuren: 512
  - aantal kleuren op het scherm: maximaal 481 (241 voor de achtergrond en 240 voor sprites)
  - paletten: Maximaal 32 (16 voor de achtergrond en 16 voor sprites)
  - aantal kleuren per palet: maximaal 16
- Sprites:
  - gelijktijdig weergeefbaar: 64
  - grootte: 16×16, 16 × 32, 32 × 16, 32 × 32, 32 × 64
  - palet: elke sprite kan tot 15 unieke kleuren bevatten (één kleur moet worden gereserveerd als transparant) via een van de 16 beschikbare sprite-paletten.
  - lagen: de Hudson Soft HuC6270(A) VDC kon één sprite-laag weergeven. Sprites konden worden gepositioneerd voor of achter de achtergrondtiles.
- Tiles:
  - groote: 8 × 8
  - palet: elke achtergrondtile kan tot 16 unieke kleuren bevatten bij middel van een van de 16 beschikbare achtergrondpaletten. De eerste kleur van ieder achtergrondpalet moet hetzelfde zijn voor alle achtergrondpaletten.
  - lagen: de Hudson Soft HuC6270(A) VDC kon één achtergrondlaag weergeven.

Geheugen
- - werkgeheugen, RAM: 8KB
  - videogeheugen, RAM: 64KB

Geluid
- - 6 PSG-geluidskanalen, programmeerbaar via de Hudson Soft HuC6280(A) CPU.
  - in combinatie met de cd-rom-randapparatuur: CD-DA-geluid en een enkel ADPCM kanaal naast de bestaande geluidsmogelijkheden van de PC Engine.

Spelmedia
- - HuCard: een dunne gegevensdrager ter grootte van een kredietkaart. De grootste Japanse HuCard-spellen hadden een omvang tot 20 Mbit.
  - Cd: de PC Engine beschikte als eerste spelcomputer over cd-rom-toebehoren.